# دوري جزر سليمان
دوري جزر سليمان لكرة القدم هو الدوري الوطني لكرة القدم في جزر سليمان، .البطل الحالي هو نادي واريورز.